# Alberto Francini
Alberto Francini (ur. 13 lipca 1958 w Rimini) – sanmaryński judoka, czterokrotny olimpijczyk.
W 1980 po raz pierwszy wystąpił na igrzyskach olimpijskich. Zajął 19. miejsce w zawodach wagi ekstralekkiej (do 60 kg) po przegranej w pierwszej rundzie z Brytyjczykiem Johnem Hollidayem przez yuko. Cztery lata później ponownie wziął udział w igrzyskach olimpijskich. W tej samej kategorii wagowej uplasował się na 18. pozycji przegrywając w pierwszej rundzie z Hiszpanem Carlosem Sotillo Martínezem przez yuko. W 1985 zdobył złoty medal na igrzyskach małych państw Europy. W 1987 wywalczył brąz na igrzyskach małych państw Europy. W 1988 po raz trzeci wystartował na igrzyskach olimpijskich, na których był 20. W pierwszej rundzie zawodów pokonał przez ippon Jemeńczyka Mohameda Kohsrofa. W drugiej rundzie został pokonany przez ippon przez Holendra Guno Berensteina. W 1992 po raz ostatni wziął udział w igrzyskach olimpijskich, na których zajął 17. miejsce po porażce w pierwszej rundzie zmagań z Niemcem Richardem Trautmannem przez ippon.